# Сърцето ми настоява
Сърцето ми настоява (на испански: Mi Corazon Insiste...en Lola Volcan) е испаноезична теленовела на компания Телемундо създадена в САЩ през 2011 г.
Римейк е на колумбийската теленовела „Аз обичам Пакита Гайего“ (1997). Излъчва се по канал Телемундо от 23 май, 2011 г. до 28 ноември, 2011 г. Главните роли са поверени на Кармен Виялобос, Жанкарлос Канела и Ана Лайевска.

## История
Това е историята на Лола Волкан (Кармен Виялобос) – страстна и красива жена, която обича много силно. От много млада се влюбва безумно в Андрес Сантакрус (Жанкарлос Канела). Двамата мислят, че тази любов ще трае вечно и ѝ се отдават безрезервно. Семейството на Андрес, обаче ще направи всичко възможно, за да раздели двамата влюбени. По-лошо става, когато обсебената от Андрес – Дебора Нориега (Ана Лайевска) – капризна и амбициозна жена, се появява в живота и на двамата, за да остане с него. Тогава Лола решава да забрави всичко което изпитва към Андрес и ще се опита да намери любовта при други мъже. Накрая обаче ще разбере, че трябва да се бори за най-голямата любов в живота си, за да бъде истински щастлива.

## Участват
- Кармен Виялобос (Carmen Villalobos) – Лола Волкан
- Жанкарлос Канела (Jencarlos Canela) – Андрес Сантакрус
- Ана Лайевска (Ana Layevska) – Дебора Нориега
- Кати Барбери (Katie Barberi) – Вики де Нориега
- Фабиан Риос (Fabian Rios) – Анхел Мелендес
- Каролина Техера (Carolina Tejera) – Диана Мирабал
- Анхелика Мария (Angelica Maria) – Чабела Волкан
- Синтия Олавария (Cynthia Olavarria) – София Паласиос
- Херардо Мургия (Gerardo Murguia) – Марсело Сантакрус
- Елус Пераса (Elluz Peraza) – Лаура Паласиос де Сантакрус
- Лианет Борего (Liannet Borrego) – Вероника
- Росана сан Хуан (Rossana San Juan) – Соледад Волкан
- Маурисио Енао (Maurisio Enao) – Даниел Сантакрус
- Жанет Лер (Jeannete Lehr) – Етелвина
- Карлос Феро (Carlos Ferro) – Камило Андраде
- Арап Бетке (Arap Bethke) – Алехандро
- Алехандро Суарес (Alejandro Suarez) – Диогенес Рухелес
- Палома Маркес (Paloma Márquez) – Аделита Линарес
- Лино Мартоне (Lino Martone) – Фулхенсио Лопес
- Рубен Моралес (Rubén Morales) – Рамон Нориега
- Роберто Уикочеа (Roberto Huicochea) – Пепе Линарес